# Podu Coșnei
Podu Coșnei – wieś w Rumunii, w okręgu Suczawa, w gminie Coșna. W 2011 roku liczyła 394 mieszkańców.